# Shrubb
Pour les articles homonymes, voir Alfred Shrubb.
Le Shrubb est une liqueur antillaise fabriquée à base d'écorces d'oranges macérées dans du rhum. Il est réalisé le plus souvent à la période de Noël, à la saison des oranges.

## Ingrédients
- Rhum
- Écorces d'orange
- Sucre ou sirop de canne

D'autres ingrédients ou épices peuvent être ajoutés selon les recettes : vanille, cannelle, muscade, gingembre, clou de girofle...

### Vidéographie
- « Martinique : préparation du Shrubb et du sirop d'amour » [vidéo], sur ina.fr, RFO, 26 décembre 1983